# Kampot (thị xã)
Kampot (tiếng Khmer: ក្រុងកំពត, chữ Hánː 芹浡, người Việt từng gọi là Cần Bột) là thủ phủ của tỉnh Kampot nằm về phía nam Campuchia. Đây là một thành phố ven sông yên bình chỉ cách vịnh Thái Lan vài kilômét. Thành phố có đặc sản hồ tiêu nổi tiếng, được tiêu thụ rộng rãi trên khắp Campuchia. Khí hậu thuận lợi, đất đai màu mỡ cùng với kinh nghiệm lâu đời của người trồng tiêu nơi đây đã tạo ra giống tiêu có một không hai và là mặt hàng săn lùng của những người sành ăn trên khắp thế giới.

## Du lịch
Để lên thăm dãy núi Damrei và thành phố ma trên núi Bokor (Tà Lơn), khách du lịch thường dừng chân tại Kampot. Đứng trên các ngọn núi này, người ta có thể thưởng thức những cảnh đẹp cả trên đất Campuchia và Việt Nam. Từ thị xã có thể nhìn thấy những thác nước và thuyền bè đi lại trên sông. Các điểm tham quan nổi tiếng khác là hang động Kompong Trach với những tàn tích xưa cũ, những nông trại sầu riêng và hồ tiêu. Từ Kampot có thể đi thuyền ra thăm đảo Koh Thonsáy. Tại đây, du khách có thể thưởng ngoạn những bãi cát vàng trải dài và thưởng thức món cà ri cua địa phương.

## Hình ảnh

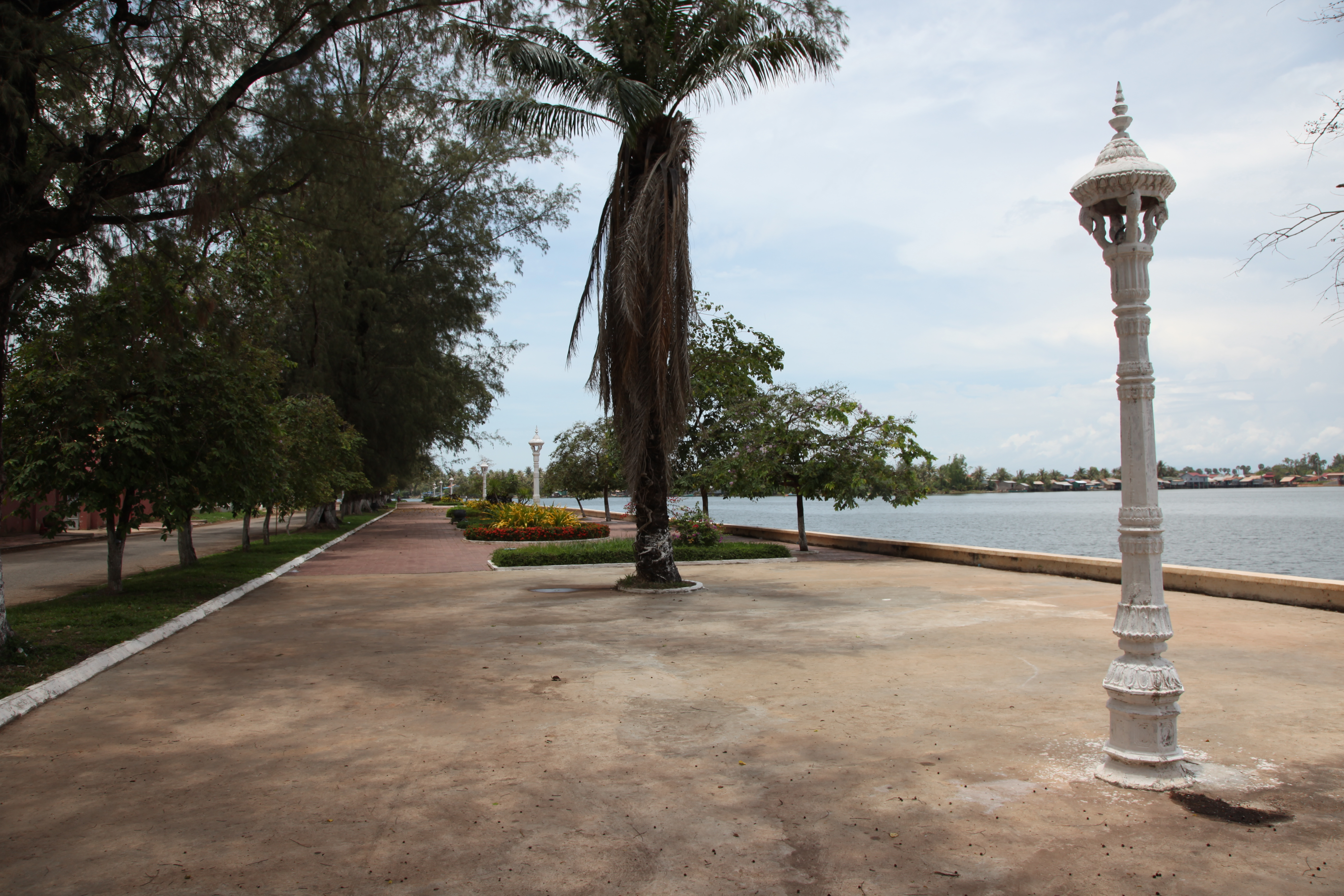
Bờ sông Kampot.
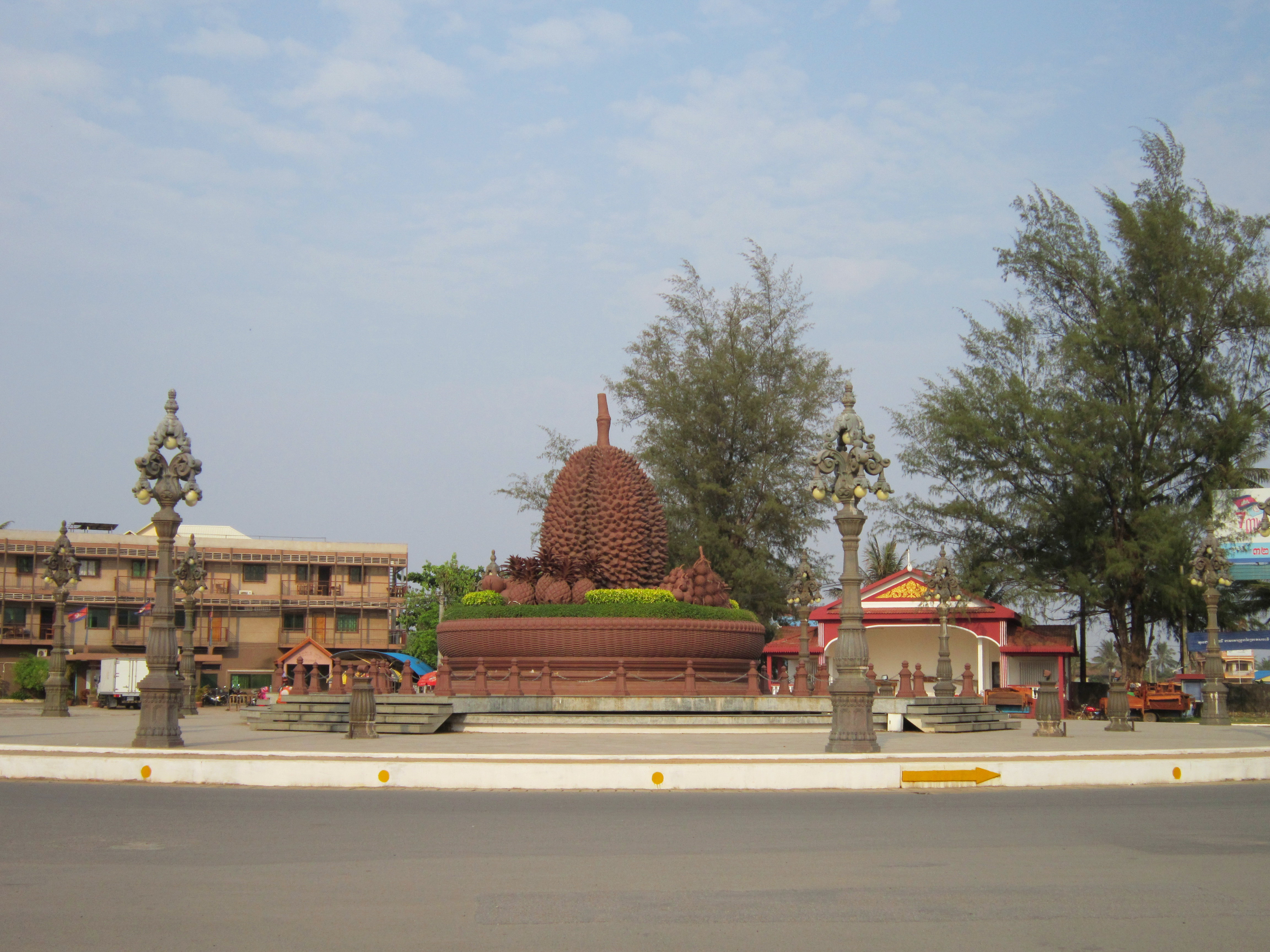
Tượng đài quả sầu riêng.
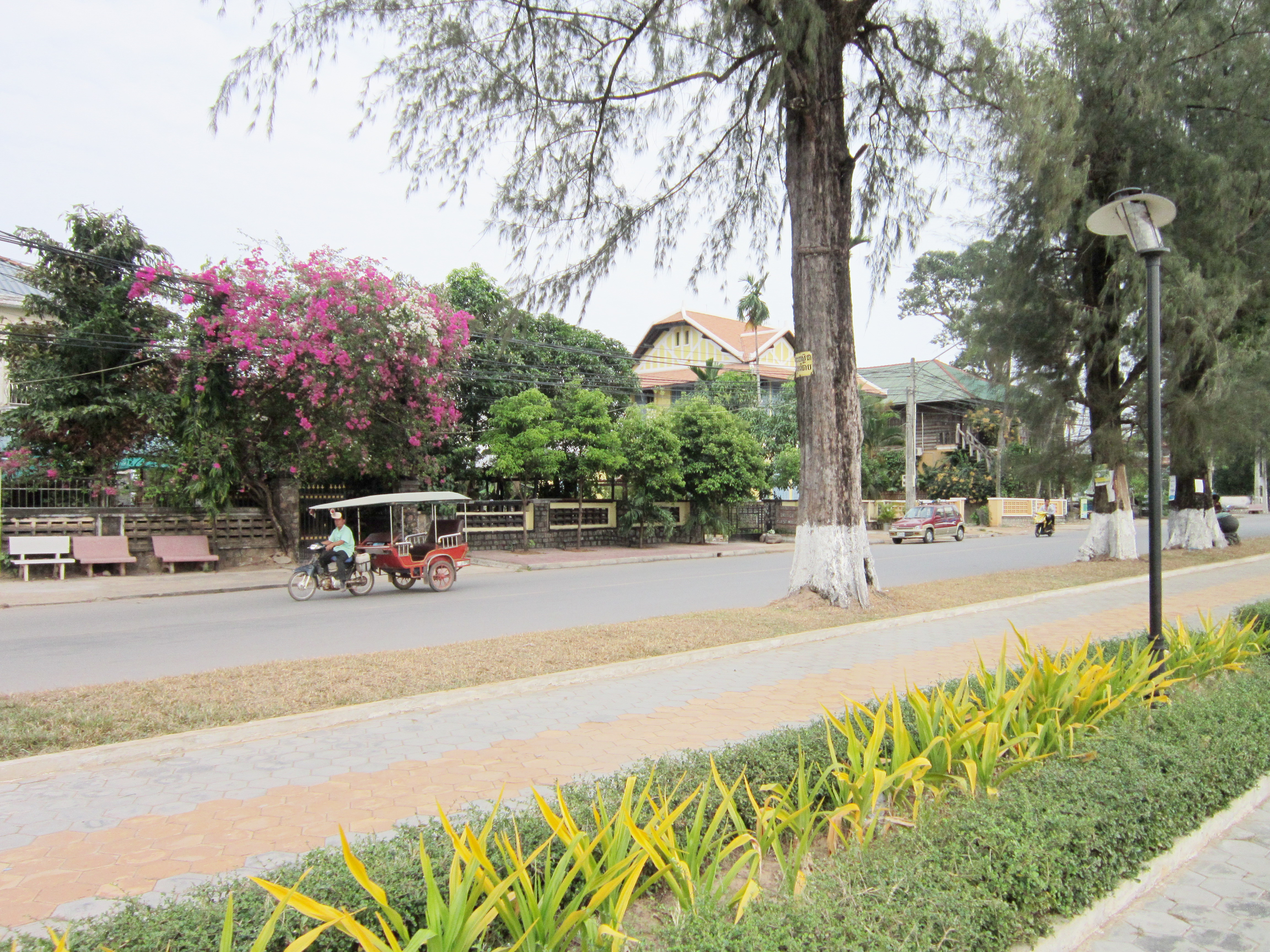
Một đường phố bên sông.
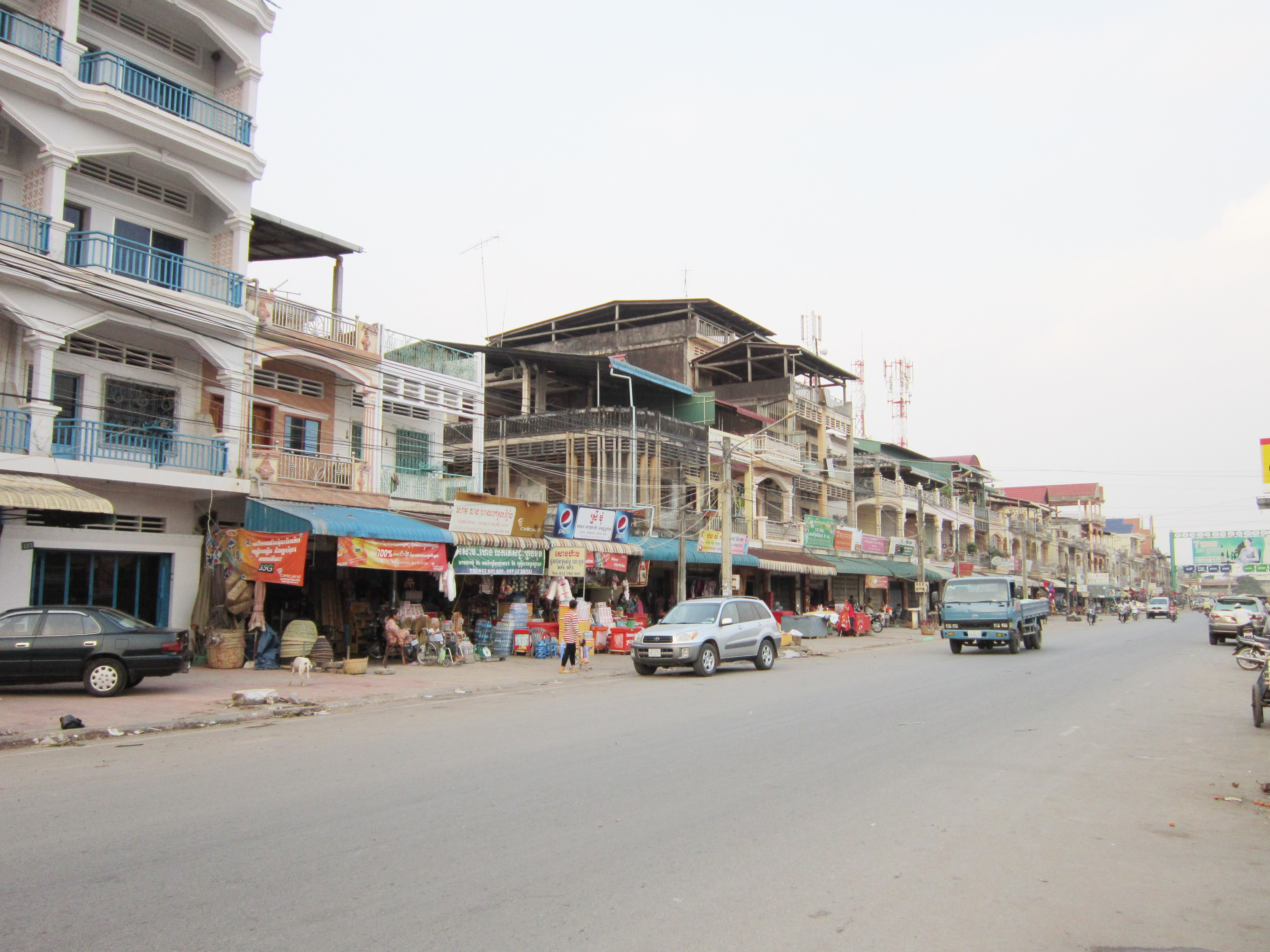
Một khu phố chợ.
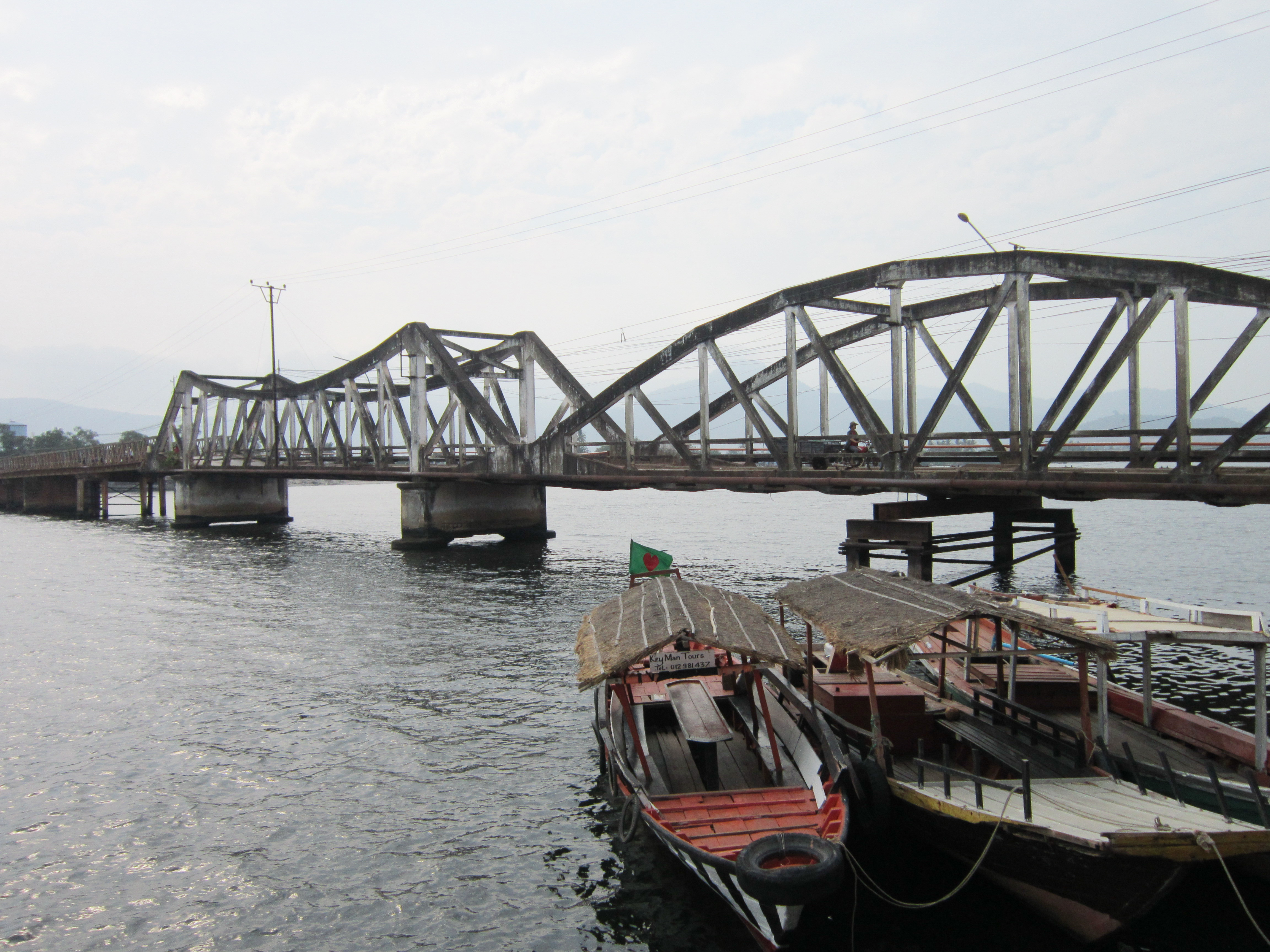
Cầu bắc qua sông.
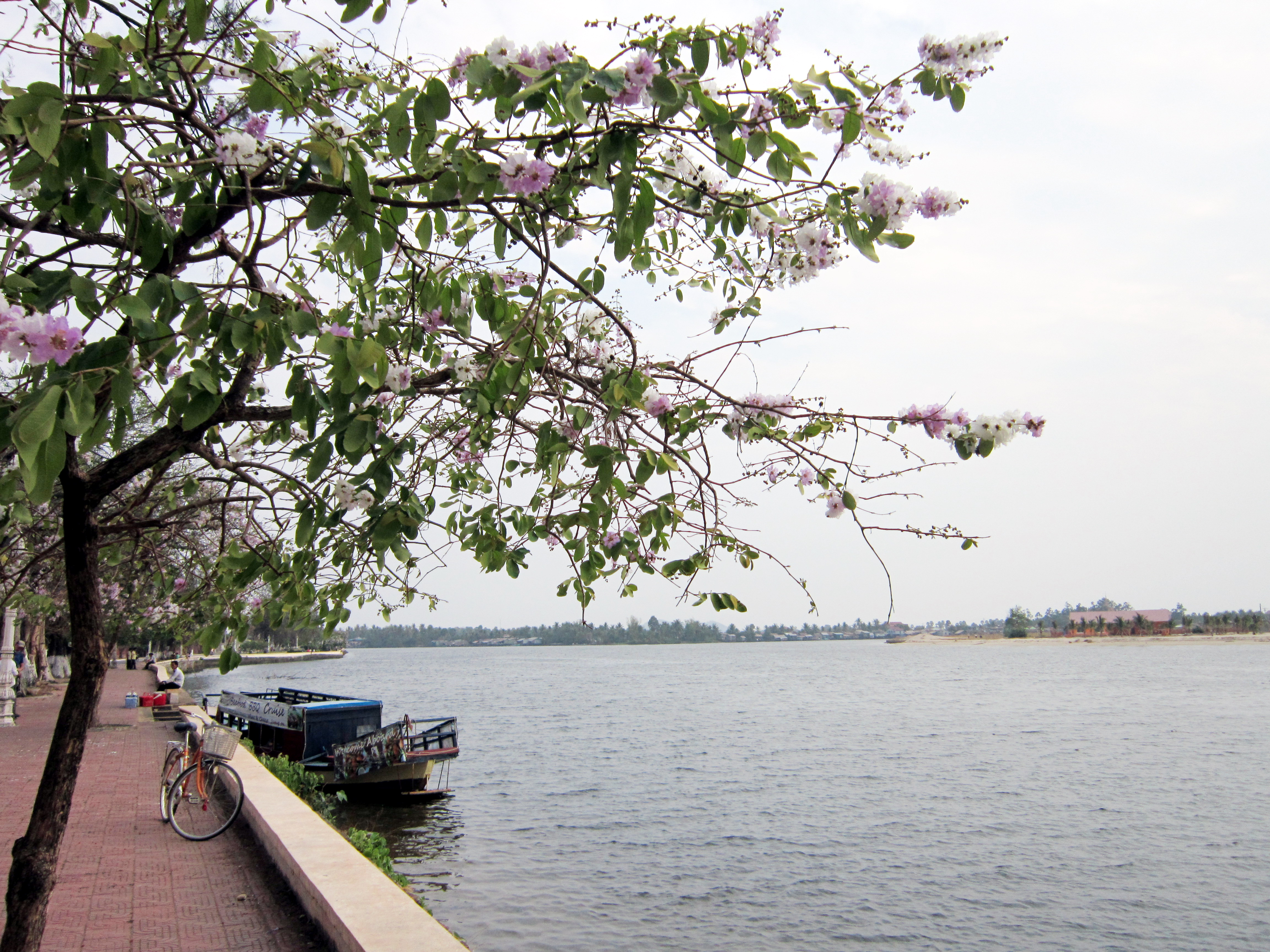
Sông ở thị xã.
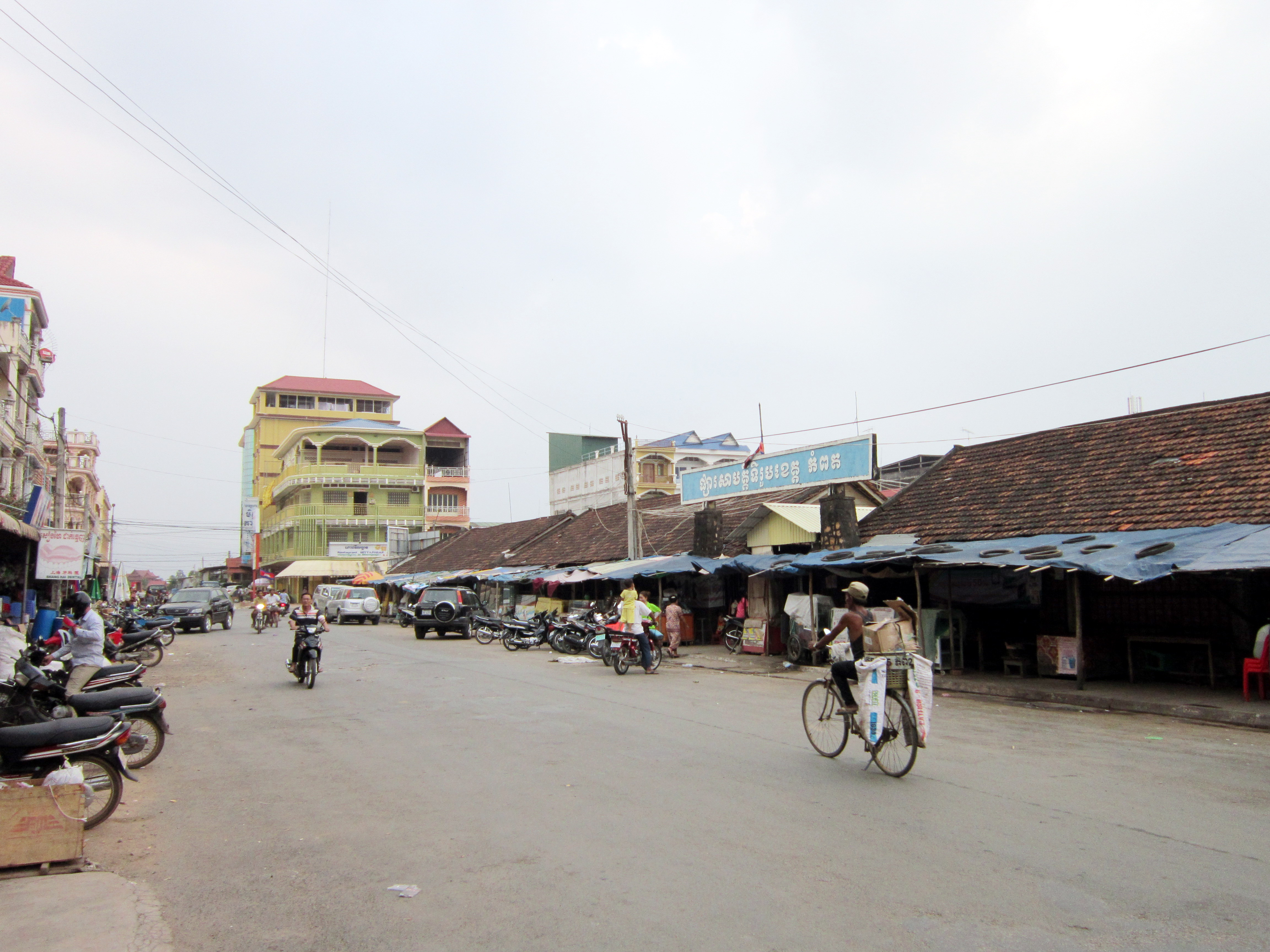
Bên phải ảnh là khu nhà chợ thị xã.